# Пол Адельштейн
Пол Адельштейн (англ. Paul Adelstein; нар. 29 квітня 1969) — американський актор, найбільш відомий за ролями в серіалах «Втеча з в'язниці» і «Приватна практика».

## Життя і кар'єра
Адельштейн народився в Чикаго в реформістській єврейській сім'ї. Закінчив Коледж Боудон з вченим ступенем з англійської мови. Свою кар'єру почав в театрі. Його кінодебют відбувся в драмі 1990 року «Кидали», після чого він знімався також у ряді серіалів, таких як «Швидка допомога», «Без сліду» і"Клініка". Найбільш помітні фільми з його участю — «Засліплений бажаннями» (2000), «Нестерпна жорстокість» (2003), «Мемуари гейші» (2005) і «Будь крутішим!» (2005).
Адельштейн найвідоміший за роллю Пола Келлермана в телесеріалі «Втеча з в'язниці», що транслювався з 2005 по 2009 рік. Примітний той факт, що спочатку він пробувався на роль Лінкольна Барроуза. З 2007 по 2013 рік він знімався в серіалі Шонди Раймс «Приватна практика». Після Раймс взяла його в третій сезон свого серіалу «Скандал».
Крім того, співак-композитор-гітарист, Адельштейн завжди грав в групах і в даний час грає в групі Doris, яка записала компакт-диск і виступає в Лос-Анджелесі.
З 2006 до 2016 року Адельштейн був одружений з акторкою Лізою Вейл. Пара має доньку.

## Фільмографія
| Рік       |   | Українська назва                    | Оригінальна назва                 | Роль                                 |
| --------- | - | ----------------------------------- | --------------------------------- | ------------------------------------ |
| 1990      | ф | Кидали                              | The Grifters                      | матрос                               |
| 1997      | ф | Весілля мого найкращого друга       | My Best Friend's Wedding          | гість                                |
| 1999      | с | Швидка допомога                     | ER                                | Хенк Ломан                           |
| 2000      | ф | Засліплений бажаннями               | Bedazzled                         | Боб, Роберто, пляжний атлет, Боб Боб |
| 2003      | с | Закон і порядок. Спеціальний корпус | Law & Order: Special Victims Unit | Стівен Келлерман                     |
| 2003      | ф | Нестерпна жорстокість               | Intolerable Cruelty               | Ріглі                                |
| 2003      | с | Без сліду                           | Without a Trace                   | Дейв                                 |
| 2004      | ф | Співучасник                         | Collateral                        | Фед                                  |
| 2005      | ф | Мемуари гейші                       | Memoirs of a Geisha               | лейтенант Хатчинс                    |
| 2005—2009 | с | Втеча з в'язниці                    | Prison Break                      | Пол Келлерман                        |
| 2006      | с | Клініка                             | Scrubs                            | доктор Стоун                         |
| 2007—2013 | с | Приватна практика                   | Private Practice                  | Купер Фрідман                        |
| 2013—2014 | с | Скандал                             | Scandal                           | Лео Берген                           |
| 2014—2015 | с | Керівництво подруг до розлучення    | Girlfriends 'Guide to Divorce     | Джейк                                |
| 2014      | ф | На початок                          | Return to Zero                    | Аарон Роял                           |
| 2017      | с | Втеча з в'язниці                    | Prison Break: Sequel              | Пол Келлерман                        |
| 2013      | с | Бруклін 9-9                         | Brooklyn Nine-Nine                | Seamus Murphy (guest star)           |
| 2016      | с | Шанс                                | Chance                            | Реймонд Блекстоун                    |
| 2021      | с | Правдива історія                    | True Story                        | Тодд                                 |
| 2022      | ф | Меню                                | The Menu                          | редактор                             |
| 2026      | ф | Злочин 101                          | Crime 101                         |                                      |